# ヘンリー・ウィラビー (第6代ミドルトン男爵)

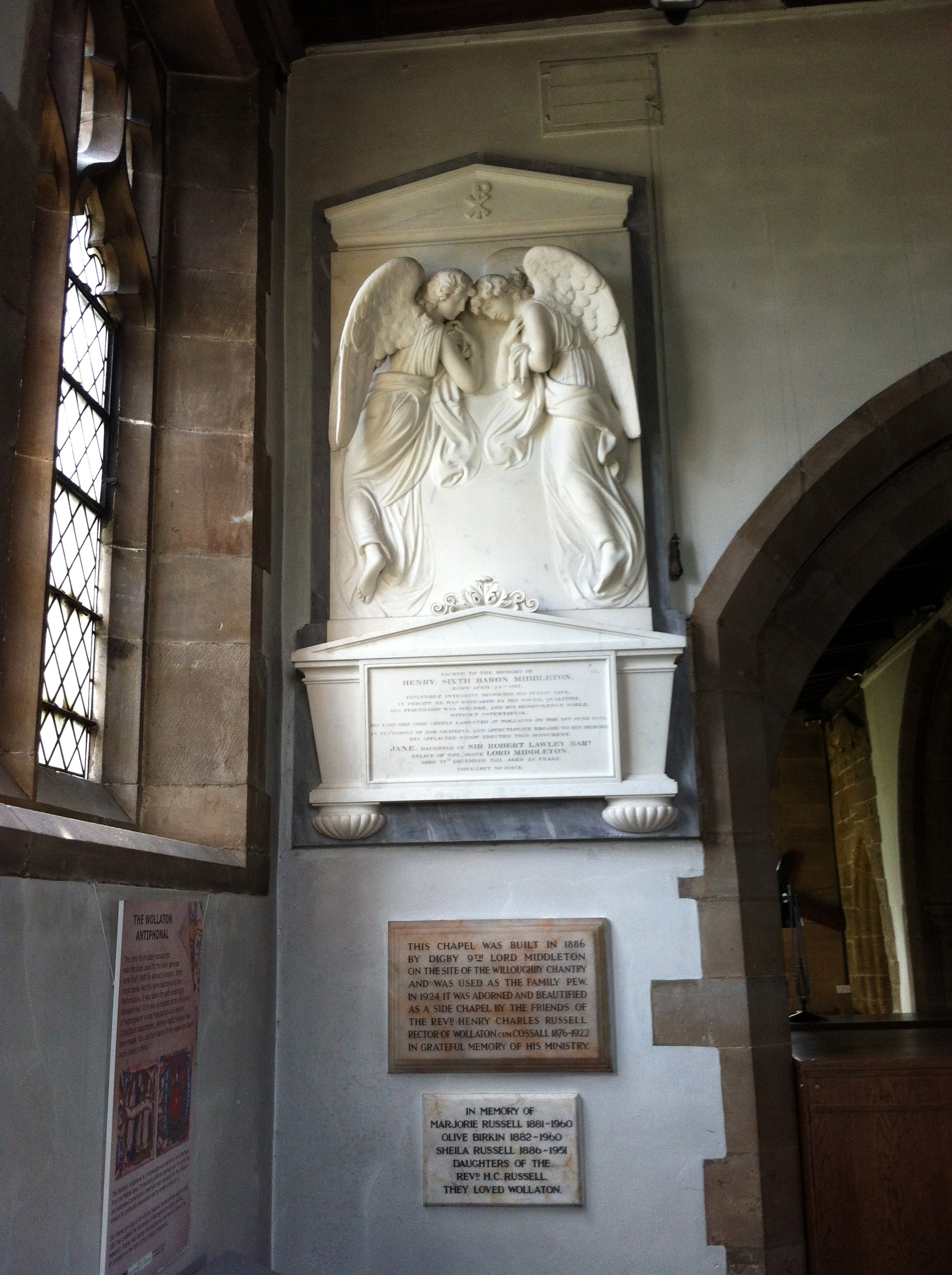
ウォラトンのセント・レオナーズ教会にある第6代ミドルトン男爵の記念碑、2013年撮影。

第6代ミドルトン男爵ヘンリー・ウィラビー（英語: Henry Willoughby, 6th Baron Middleton、1761年4月24日 – 1835年6月19日）は、グレートブリテン貴族。

## 生涯
第5代ミドルトン男爵ヘンリー・ウィラビーと妻ドロシー（Dorothy、旧姓カートライト（Cartwright）、1808年7月19日没、ジョージ・カートライトの娘）の息子として、1761年4月24日に生まれ、5月28日にヨーク・ミンスターで洗礼を受けた。
1800年6月14日に父が死去すると、ミドルトン男爵位を継承した。貴族院では1820年にジョージ4世妃キャロライン・オブ・ブランズウィックへの痛みと罰法案に賛成票を投じた。
建築家ジェフリー・ワイアットヴィルを招聘して、自領のウォラトン・ホールの大規模改築を行った。
1796年11月29日にノッティンガムシャー副統監に任命され、1803年7月31日に再び任命された。また、サットン・コールドフィールド執事長を務めた。1803年11月19日、ノッティンガムシャー志願兵隊（A Corps of Volunteers in Nottinghamshire）の司令官（Lieutenant Colonel-Commandant）に任命された。
1835年6月19日に死去、叔父フランシス（1727年 – 1835年以前）の息子ディグビーが爵位を継承した。
ウォラトンのセント・レオナーズ教会に第6代ミドルトン男爵の記念碑がある。

## 家族
1793年8月21日、ジェーン・ローリー（Jane Lawley、1769年ごろ – 1852年12月17日、第5代準男爵サー・ロバート・ローリーの娘）と結婚したが、2人の間に子供はいなかった。